# Odynerus cuneiformis
Odynerus cuneiformis är en stekelart som först beskrevs av Kostylev 1940.  Odynerus cuneiformis ingår i släktet lergetingar, och familjen Eumenidae. Inga underarter finns listade i Catalogue of Life.